# Park Jana Pawła II we Lwowie
Park Jana Pawła II  (ukr. Парк Івана Павла II) – park we Lwowie, w rejonie sichowskim, w pobliżu greckokatolickiego kościoła Narodzenia Najświętszej Marii Panny i na miejscu spotkania Jana Pawła II z ukraińską młodzieżą w 2001 roku. Pierwszy na Ukrainie park założony po uzyskaniu niepodległości.
Na terenie przyszłego parku najpierw ustawiono pomnik, a potem pojawił się pomysł, aby usytuować wokół niego park na cześć papieża. W 2005 roku aleję parku zniszczyli wandale: zostało wyrwane z korzeniami ponad 300 młodych drzew. Później, w czerwcu 2006 roku lwowska rada miejska określiła granice parku, który uzyskał w ten sposób powierzchnię 1,38 ha.

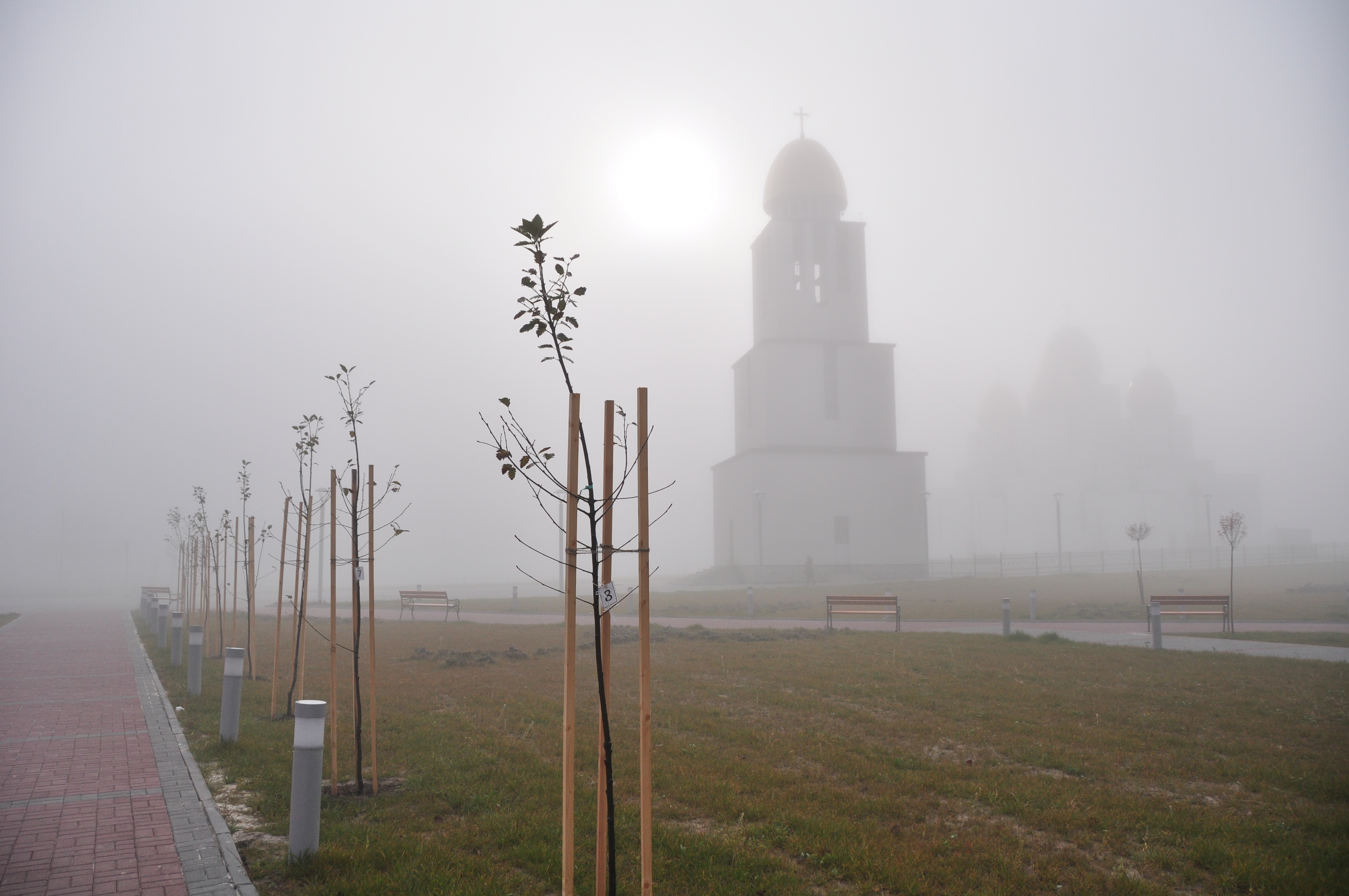
Drzewa w parku Jana Pawła II

Park imienia Jana Pawła II uroczyście otwarto 28 września 2007 roku. Pierwsze drzewa wiśni posadzili proboszcz parafii o. Orest Fredyna i przedstawiciele bloku „Nasza Ukraina – Samoobrona Ludowa”.
We wrześniu 2010 roku ukończono urządzanie terenu – zainstalowano latarnie, ławki, pojemniki na śmieci.